# Шерстюк Федір Семенович
Федір Семенович Шерстюк (6 березня 1925, Базилівщина, Полтавська губернія — 22 червня 1992, Львів, Україна) — повний кавалер ордена Слави (1945). Майор міліції. У роки війни — снайпер 44-го гвардійського стрілецького полку.

## Біографія
Народився 6 березня 1925 року в селі Базилівщина (тепер Машівського району Полтавської області) в селянській родині. Українець. Закінчив 7 класів школи в 1938 році. Працював у колгоспі. З вересня 1941 року перебував на окупованій території.
У Червоній Армії з вересня 1943 року. Воював на Степовому і 2-му Українському фронтах. Протягом перших двох місяців був двічі поранений. У бою 23 листопада 1943 року в районі села Новоіванівка (Криворізький район Дніпропетровської області) особисто знищив офіцера і двох солдатів. Був нагороджений медаллю «За відвагу». Наприкінці 1943 року закінчив курси снайперів.
З цього часу Федір Шерстюк — снайпер 44-го гвардійського стрілецького полку. Воював на 3-му Українському фронті. Брав участь у Нікопольсько-Криворізькій, Березнеговато-Снігурівській й Одеській операціях. При ліквідації криворізького угрупування противника в лютому 1944 року і при розширенні плацдарму на правому березі Дністра в районі Тирасполя зі снайперської гвинтівки знищив 20 ворожих солдат і офіцерів. 9 липня 1944 року нагороджений орденом Слави 3-го ступеня (№ 111191).
З липня 1944 перебував на 1-му Українському фронті. З серпня по листопад його військова частина вела бої в Свентокшиському воєводстві. За цей час Шерстюк знищив понад 80 вояків німецької армії. 30 листопада 1944 року нагороджений орденом Слави 2-го ступеня (№ 9260).
У січні-лютому 1945 року, поблизу міста Бреслау, знищив 103 ворожих солдатів (із них два офіцери і дев'ять кулеметних розрахунків). Неодноразово виявляв кмітливість, винахідливість і наполегливість при виконанні завдань командування. Указом Президії Верховної Ради СРСР від 27 червня 1945 гвардії сержант Шерстюк Федір Семенович нагороджений орденом Слави 1-го ступеня (№ 239). Став повним кавалером ордена Слави.
15 березня 1945 року у вуличних боях на захід від міста Гротткау з групою бійців увірвався в будинок, в якому засіли німецькі кулеметники і фаустпатронниках. Гранатами знищив дванадцять вояків, а шістьох захопив у полон. 16 квітня 1945 в бою за місто Бад-Мускау, з вдало вибраної позиції, протягом чотирьох годин забезпечував наступальне просування свого батальйону. 6 травня 1945 на захід від міста Гроссенхайн (Саксонія), з двома бійцями підібрався до будинку, в якому засіли ворожі вояки. Закривши всі виходи з будівлі, підпалив його, в результаті чого весь гарнізон згорів. Після бою в будинку було знайдено 28 обгорілих трупів німецьких солдатів і офіцерів. Наостанок війни брав участь у Празькій операції.
Всього за роки війни знищив 225 ворожих солдатів і офіцерів. 20 травня 1945 року був представлений до звання Героя Радянського Союзу, але у підсумку отримав орден Червоного Прапора. Учасник Параду Перемоги 24 червня 1945 року в Москві.
Після війни продовжував службу в Прикарпатському військовому окрузі. У 1950 році гвардії старшина Шерстюк був демобілізований. Оселився у Львові. Працював у міському управлінні внутрішніх справ. Неодноразово брав участь у затриманні небезпечних злочинців. Вийшов на пенсію у званні майора міліції. 11 березня 1985 року був нагороджений орденом Вітчизняної війни 1-го ступеня. Помер 22 червня 1992 року.